# Santa Cecilia de Turre Campi

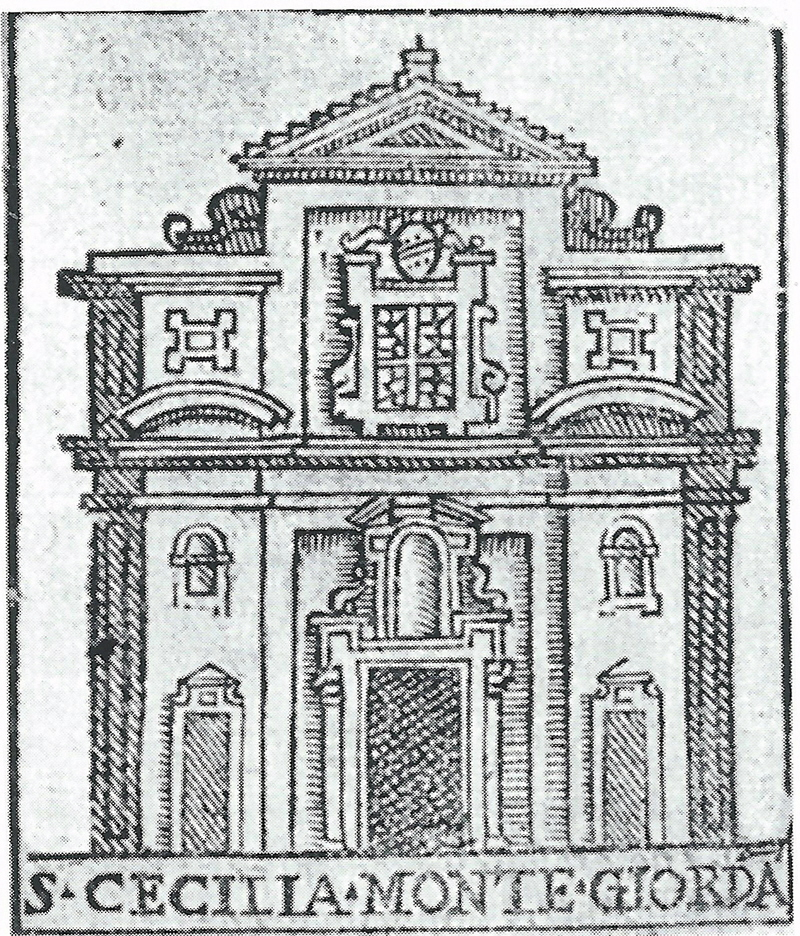
Gravura de Girolamo Francino (1588).

Santa Cecilia de Turre Campi, também chamada de Santa Cecilia a Monte Giordano e Santa Cecilia a Domo Stephani Petri, era uma igreja de Roma que ficava localizada na Via del Governo Vecchio, no rione Parione. Era dedicada a Santa Cecília. Foi demolida em 1629 para permitir a construção do Oratorio dei Filippini.
O nome "Turre Campi" é uma referência ao local onde a igreja ficava, que, por sua vez, havia sido batizado em referência à antiga Torre di Stefano Pietro; "Domo Stephani Petri" é uma referência à residência de Stefano Pietro, um prefeito de Roma. Monte Giordano era uma colina nas imediações.

## História
Esta igreja foi provavelmente construída no século XII. A primeira menção a ela é uma inscrição de 1123, durante o pontificado do papa Calisto II (r. 1119-1124). Segundo ela, o altar da igreja foi consagrado em 8 de maio de 1123 em homenagem às relíquias dos santos reverenciadas na igreja:
| “ | ANNO MILLESIMO DOMINICAE INCARNATIONIS CENTESIMO VIGESIMO TERTIO AN. QVINTO PONTIFICATVS D. CALLISTI II. PAPAE INDI CTIONE PRIMA MAN. MAII THE OCTAVO DEDI CATVM EST HOC ALTER PER MANVS CINTHII EPISCOPI SABINENSIS RECONDIDITQVE IN EO RELIQVIAS SANCTORVM SANCTARVM CVE COSMAE ET DAMIANI TRYPHONIS ET RESPICY MAMILIANI EPISCOPI AGA PITI MAR ARTHEMIAE VIRG NIMPHAE CIRIACAE VIRG. ET MART. ET ALIO RVM SANCTORVM | ” |

A igreja é também mencionada numa bula papal promulgada em 1186 pelo papa Urbano III. Ela a menciona entre igrejas subsidiárias de San Lorenzo in Damaso. Em seguida, a igreja é mencionada no Catalogo di Cencio Camerario, uma lista das igrejas de Roma compilada por Cencio Savelli em 1192, com o nome de Sce. Cecilie Stephani de Petro, no Catalogo di Torino (c. 1320) como Ecclesia sancte Cecilie de Campo e no Catalogo del Signorili (c. 1425) como Sce. Cecilie de Campo. Na Tassa di Pio IV, uma lista compilada na época do papa Pio IV (r. 1559-1565), o nome Santa Cecilia aparece em Monte Giordano.

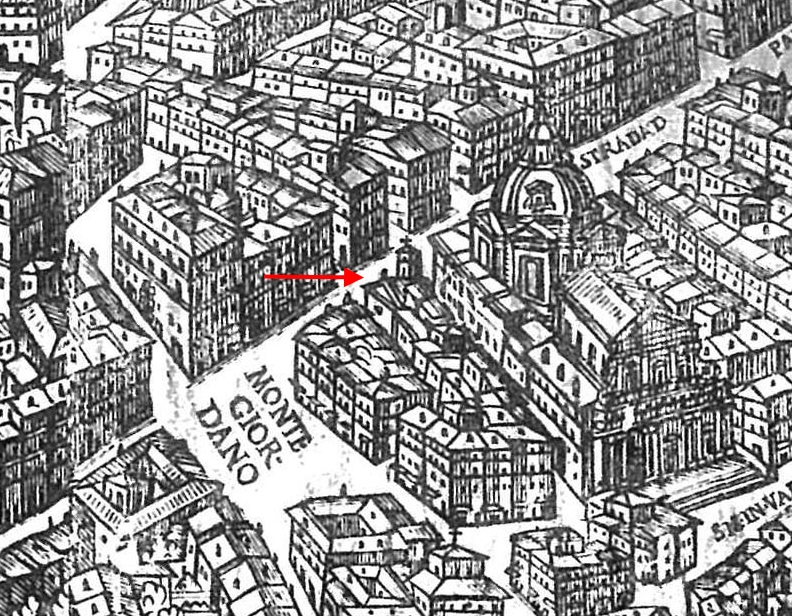
Nesta gravura de Giovanni Maggi (1625) é possível ver todo o quarteirão que foi demolido para permitir a construção do Oratorio dei Filippini, incluindo a igreja de Santa Cecilia.

A igreja tinha uma nave simples com um altar. O papa Gregório XV doou a igreja, em 1622, aos oratorianos de São Filipe Neri que, em 1599, já haviam assumido o comando de Santa Maria in Vallicella. Ao lado desta última eles construíram um grande complexo chamado Oratorio dei Filippini, o que levou à demolição da igreja em 1629.